# Golpe dos Sargentos (Serra Leoa)
Golpe dos Sargentos foi um golpe militar em Serra Leoa ocorrido em 18 de abril de 1968 contra o Presidente do Conselho Nacional de Reforma e Governador-Geral de Serra Leoa  em exercício, Brigadeiro Andrew Juxon-Smith,  que havia se declarado líder interino no ano anterior. O golpe abriu caminho para uma ditadura de 24 anos do Congresso de Todo o Povo.

## Antecedentes
Nas eleições gerais de março de 1967, o partido Congresso de Todo o Povo, de Siaka Stevens, ganhou uma pluralidade de assentos parlamentares em uma campanha contra o Partido do Povo de Serra Leoa (Sierra Leone People's Party, SLPP). Antes de assumir o cargo, entretanto, Stevens foi preso pelo Brigadeiro General David Lansana, que exigiu que os representantes tribais também fossem eleitos. O Conselho Nacional de Reforma posteriormente depôs Lansana e colocou o governo sob o comando militar permanente. O golpe de Estado derrubou o conselho e restaurou Serra Leoa ao governo parlamentar do primeiro-ministro Stevens.

## O golpe
Os conspiradores golpistas eram soldados das Forças Armadas da República de Serra Leoa que estavam insatisfeitos com seus baixos salários e condições precárias. Eles faziam parte do Movimento Revolucionário Anticorrupção, liderado pelo Brigadeiro John Amadu Bangura, que serviu como Chefe do Estado-Maior de Defesa após o golpe.  Bangura contestou o colapso do governo após uma série de golpes que se seguiram às eleições fortemente contestadas de março de 1967.
Os sargentos formaram-se primeiro na cidade de Darn e depois mudaram-se para a capital Freetown. O Movimento Revolucionário Anticorrupção aprisionou  altos dirigentes do Conselho Nacional de Reforma e prendeu todos os oficiais de alta patente do exército e da polícia. Bangura, brevemente serviu como chefe de Estado de 18 a 22 de abril de 1968. Pelo menos doze pessoas foram mortas como resultado do golpe.  Em seu último dia de mandato, ele deu o cargo de primeiro-ministro a Siaka Stevens depois que seu predecessor, Sir Henry Lightfoot Boston, declarou o Congresso de Todo o Povo (All People's Congress, APC) como os vencedores da eleição. Ao mesmo tempo, a Constituição da Serra Leoa foi restaurada. Depois que Stevens proclamou um sistema de partido único, Bangura encenou outro golpe militar, desta vez sem sucesso. Bangura foi mais tarde executado por traição. Seu primo Tinga Seisay mais tarde se tornou um oponente ativo do governo Stevens e um ativista pró-democracia. É amplamente considerado como um exemplo de um golpe de Estado que falhou em cumprir seus objetivos declarados ao dar poder a um governo autocrático posterior. 